# Michael Anthony
Michael "Mikey" Anthony Sobolewski (Chicago, Illinois; 20 de junio de 1954) es un músico estadounidense, conocido principalmente por su trabajo de bajista y corista de la banda de hard rock Van Halen.

## Biografía
Nació en Chicago, Illinois.
Se unió a Van Halen en 1974, después de conocer a Alex Van Halen en un clase de improvisación musical, sustituyendo al anterior bajista Mark Stone. Fue parte esencial en el desarrollo de la banda gracias a su solidez como bajista, sus agudos coros y su carismática presencia en los directos. A pesar de que Anthony ha tocado diversos bajos, su instrumento más conocido es su bajo Jack Daniels personalizado, que por lo general reserva para sus solos.
Anthony permaneció en Van Halen desde 1974 hasta 2006, año en el que es reemplazado por el hijo de Eddie Van Halen, Wolfgang Van Halen.
Actualmente forma parte del supergrupo de hard rock Chickenfoot que integra junto al vocalista Sammy Hagar (ex-Van Halen, y Montrose), el guitarrista Joe Satriani y el baterista Chad Smith (de Red Hot Chili Peppers). Chickenfoot editó su primer álbum,
llamado también Chickenfoot, el cual fue lanzado el 5 de junio de 2009 en Europa, y el 7 de junio en los Estados Unidos. El segundo álbum, Chickenfoot III, fue lanzado el 27 de septiembre de 2011. Por último, la agrupación lanzó un álbum en vivo, LV, el 7 de diciembre de 2012.

## Discografía

### Con Van Halen
- Van Halen (1978)
- Van Halen II (1979)
- Women and Children First (1980)
- Fair Warning (1981)
- Diver Down (1982)
- 1984 (1984)
- 5150 (1986)
- OU812 (1988)
- For Unlawful Carnal Knowledge (1991)
- Balance (1995)
- Van Halen III (1998)

### Con Chickenfoot
- Chickenfoot (2009)
- Chickenfoot III (2011)
- LV (álbum en vivo; 2012)